# Garry Chalk
Pour les articles homonymes, voir Chalk.
Pour l’article ayant un titre homophone, voir Gary Chalk.
Garry Chalk, né le 17 février 1952 à Southampton (Angleterre), est un acteur britannique.

## Filmographie

### Cinéma
- 1980 : Mr. Patman
- 1982 : The Grey Fox
- 1985 : Certain Fury
- 1985 : Natty Gann (The Journey of Natty Gann)
- 1986 : Fire with Fire
- 1988 : Les Accusés (The Accused)
- 1989 : La Mouche 2 (The Fly II)
- 1989 : American Boyfriends : Canadian Bartender
- 1992 : The New Adventures of Little Toot (vidéo)
- 1993 : David
- 1994 : Leo le lion : Roi de la jungle
- 1994 : Intersection
- 1997 : Bounty Hunters
- 1997 : Jeu dur (Hardball)
- 1997 : Magic Warriors (Warriors of Virtue)
- 1997 : ReBoot: The Ride
- 1998 : Mummies Alive! The Legend Begins (en) (vidéo)
- 1998 : The Animated Adventures of Tom Sawyer (vidéo)
- 1998 : Comportements troublants (Disturbing Behavior)
- 1998 : Rudolph, le petit renne au nez rouge : Le Film (Rudolph the Red-Nosed Reindeer: The Movie)
- 1999 : Late Night Sessions
- 2000 : Le Coupable (The Guilty)
- 2001 : Deadly Little Secrets : Jack Burtrell
- 2001 : Touched by a Killer : Sheriff Sam
- 2001 : Camouflage : Ernie
- 2001 : Rudolph the Red-Nosed Reindeer & the Island of Misfit Toys (vidéo)
- 2001 : Tequila rapido (The Shipment)
- 2002 : Lone Hero
- 2002 : Mauvais Piège (Trapped)
- 2003 : Freddy contre Jason (Freddy vs. Jason)
- 2004 : Caught in the Headlights
- 2004 : P'tits Génies 2 (SuperBabies: Baby Geniuses 2)
- 2004 : Popeye's Voyage: The Quest for Pappy (vidéo)
- 2005 : Mucha Lucha: The Return of El Malefico (vidéo)
- 2005 : Des gens impitoyables
- 2005 : Fishbowl
- 2006 : Antartica, prisonniers du froid (Eight Below)
- 2006 : Breakdown
- 2008 : Bataille à Seattle
- 2009 : Watchmen : Les Gardiens
- 2011 : Marley & Me: The Puppy Years (en)
- 2013 : Suddenly
- 2014 : Godzilla
- 2015 : À la poursuite de demain
- 2016 : Home Invasion de David Tennant : Shérif Kane
- 2016 : Stagecoach: The Texas Jack Story de Terry Miles : Doc Forrester
- 2018 : The Predator : le facteur
- 2020 : Sonic, le film : le chef des opérations navales

### Télévision
- 1983 : The Legend of Hiawatha
- 1985 : Une étrange disparition (Into Thin Air)
- 1986 : Stranger in My Bed
- 1986 : Spot Marks the X
- 1986 : A Masterpiece of Murder
- 1987 : Un flic dans la mafia (Wiseguy)
- 1987 : Piège mortel (Deadly Deception)
- 1987 : Sworn to Silence
- 1988-1990 : MacGyver
  - (saison 3, épisode 13 "Terrain glissant") : Tony Ellis
  - (saison 4, épisode 7 "Morts programmées") : Détective Sweeney
  - (saison 5, épisode 9 "Un paysage d'Anvers") : Sergent Harold Gray
  - (saison 6, épisode 6 "Une leçon sur le mal") : Détective Sweeney
- 1988 : The Red Spider
- 1988 : Higher Ground
- 1989 : On a tué mes enfants (Small Sacrifices)
- 1990 : He-Man and the Battle for Primus
- 1990 : 21 Jump Street
- 1990 : He-man, le héros du futur (The New Adventures of He-Man)
- 1990 : G.I. Joe
- 1990 : « Il » est revenu (It)
- 1991 : I Still Dream of Jeannie
- 1991 : Blackmail
- 1991 : Le Messager de l'espoir (Yes, Virginia, there is a Santa Claus)
- 1992 : The Comrades of Summer
- 1992 : Conan l'Aventurier (Conan: The Adventurer)
- 1992 : Le Roi Arthur et les Chevaliers de Justice (King Arthur and the Knights of Justice)
- 1992 : Fatal Memories
- 1993 : Exosquad (en)
- 1993 : L'Histoire d'Amy Fisher (The Amy Fisher Story)
- 1993 : Péril au 80e parallèle (Ordeal in the Arctic)
- 1993 : Judgment Day: The John List Story
- 1993 : Woman on the Ledge
- 1993 : Parents coupables (Without a Kiss Goodbye)
- 1993 : Le Loup des mers (The Sea Wolf)
- 1993 : Mighty Max
- 1993 : Double Dragon
- 1993 : Hurricanes
- 1993 : Sonic the Hedgehog
- 1993 : The Odd Couple: Together Again
- 1994 : Abus de confiance (Betrayal of Trust)
- 1994 : Le Prix de la tyrannie (Beyond Obsession)
- 1994 : Au nom de la vérité (The Disappearance of Vonnie)
- 1994-1995 : M.A.N.T.I.S.
- 1995 : Darkstalkers (en)
- 1995 : G.I. Joe Extreme
- 1995 : Street Fighter: The Animated Series
- 1995 : The Omen
- 1995 : Mega Man
- 1995 : Les Rock'Amis (Littlest Pet Shop)
- 1995 : Les Galons du silence (Serving in Silence: The Margarethe Cammermeyer Story)
- 1995 : Not Our Son
- 1995 : Circumstances Unknown
- 1995 : She Stood Alone: The Tailhook Scandal
- 1995 : Action Man
- 1995 : Au-delà du réel : l'aventure continue / The Outer Limits (série télévisée) : inspecteur Barnett (Épisode 1.15 : Le démon de l'amour)
- 1995 : Abus d'autorité (Deceived by Trust: A Moment of Truth Movie)
- 1995 : Bye Bye Birdie
- 1996 : Generation X
- 1996 : Kidz in the Wood (en)
- 1996 : Abduction of Innocence: A Moment of Truth Movie
- 1996 : Mother Trucker: The Diana Kilmury Story
- 1996 : Sonic Christmas Blast!
- 1996 : Soupçons sur un champion (Stand Against Fear)
- 1996-1999 : Animutants : Optimus Primal
- 1997 : Mummies Alive! (en)
- 1997 : La Fugue (Into the Arms of Danger)
- 1997 : Extrêmes Dinosaures (Extreme Dinosaurs)
- 1997 : Five Desperate Hours
- 1998 : Les Aventures des Pocket Dragons (Pocket Dragon Adventures)
- 1998 : Road Movie (Floating Away)
- 1998 : RoboCop : Alpha Commando
- 1998 : L'Ultime Épreuve (A Champion's Fight: A Moment of Truth Movie)
- 1998 : Le Crime défendu (I Know What You Did)
- 1998 : Les Soupçons de Mary (Silencing Mary)
- 1998 : La Maison-Blanche ne répond plus (Loyal Opposition: Terror in the White House)
- 1998 : Une voleuse de charme (The Spree)
- 1998 : Nick Fury: Agent of SHIELD
- 1998 : Corruption (My Husband's Secret Life)
- 1998 : Shadow Raiders
- 1998 : Au-delà du réel : l'aventure continue / The Outer Limits (série télévisée) : Général Sigwell (Épisode 4.20 : Leur dernier cauchemar)
- 1998-2005 : Cold Squad, brigade spéciale (Cold Squad) (série TV) : Andrew Pawlachuk
- 1999 : Beast Machines: Transformers
- 1999 : Alerte imminente (Quarantine)
- 1999 : Sonic le rebelle (Sonic Underground)
- 1999 : Sabrina the Animated Series
- 1999 : Weird-Ohs
- 1999 : Y2K
- 2000 : Drôles d'espionnes! (My Mother, the Spy)
- 2000 :  Sept jours pour agir (Baby-Sitting, S2E17, Maj. Vladimir Markovsky)
- 2000 : Shutterspeed
- 2000 : John Denver, une passion, une vie (Take Me Home: The John Denver Story)
- 2000 : Au-delà du réel : L'aventure continue / The Outer Limits (série télévisée) : Détective Frank Dayton (Épisode 6.18 : Un certain Harry)
- 2000-2001 : Dark Angel (Série télévisée) : Lt. Walter Eastep.
- 2001 : Sitting Ducks
- 2001 : ReBoot: Daemon Rising
- 2001 : ReBoot: My Two Bobs
- 2001-2006 : (série télévisée) Stargate SG-1 (Colonel Chekov)
- 2002 : L'Enfer à domicile (Video Voyeur: The Susan Wilson Story)
- 2002 : Bang bang t'es mort
- 2002 : He-Man and the Masters of the Universe: The Beginning
- 2002 : He-Man and the Masters of the Universe
- 2002 : Sabrina the Teenage Witch in Friends Forever
- 2002-2003 : Transformers Armada : Optimus Prime
- 2002-2005 : Dead Zone : James Stillson (5 épisodes)
- 2003 : Scary Godmother Halloween Spooktakular
- 2003 : Cowboys and Indians: The J.J. Harper Story
- 2003 : Thanksgiving Family Reunion
- 2003 : Barbie et le Lac des cygnes (vidéo)
- 2004 : Mary Higgins Clark: Souviens-toi de Jenny Rand (Try to Remember)
- 2004 : Dragon Booster
- 2004 : Barbie Cœur de princesse (vidéo)
- 2004-2005 : Transformers Energon : Optimus Prime
- 2005 : Séduction criminelle (Ladies Night)
- 2005 : Supervolcano
- 2005 : Alien Racers
- 2005 : Karaté Dog (The Karate Dog)
- 2005 : Scary Godmother 2: The Revenge of Jimmy
- 2005 : His and Her Christmas
- 2005 : À chacun sa vérité (Truth)
- 2005-2006 : Transformers: Cybertron : Optimus Prime
- 2006 : A Little Thing Called Murder
- 2006 : Barbie au bal des douze princesses (vidéo)
- 2007 : Barbie Princesse de l'île merveilleuse (vidéo)
- 2007 : Eureka (série télévisée) Colonel Briggs (épisode pilote)
- 2008 : Un Noël plein de surprises (Christmas Town) : Jack Travers
- 2009 : Une famille dans la tempête (Courage)
- 2009 : Un bébé devant ma porte : Le shérif
- 2009 : Scooby-Doo : Le mystère commence
- 2009 : Barbie présente Lilipucia (vidéo)
- 2010 : Barbie et le Secret des sirènes (vidéo)
- 2010 : Au bénéfice du doute (A Trace of Danger) : Franck
- 2010 : La Colère de Sarah (One Angry Juror)
- 2011 : Le Monstre des abîmes (Behemoth)
- 2012 : Big Time Movie
- 2012 : Barbie et le Secret des sirènes 2 (vidéo)
- 2017 : Quelques milliards pour une veuve noire (Deadly Attraction)
- 2017 : Enquêtes gourmandes : Festin mortel (The Gourmet Detective: Eat, Drink & Be Buried) de Mark Jean (téléfilm) : David Weston

## Illustrateur
Ne pas confondre avec Gary Chalk qui est un  illustrateur de livres dont vous êtes le héros.

## Distinctions
- 2001 : Au Gemini Awards, meilleur acteur secondaire dans une série dramatique
- 2002 : Au Gemini Awards, meilleur acteur secondaire dans une série dramatique

## Voix francophones
En France, Philippe Dumond est la voix la plus régulière de Garry Chalk. Au Québec, Marc Bellier l'a doublé à deux reprises.